# Referéndum sobre el Plan Annan de Reunificación Chipriota de 2004
El referéndum sobre del Plan Annan de reunificación chipriota se realizó el 24 de abril de 2004. Se preguntó a las comunidades grecochipriota y turcochipriota, si aprobaban la quinta revisión de la propuesta de Naciones Unidas para reunificar la isla, que está dividida desde 1974.

## Trasfondo
El referéndum se había planeado originalmente para el 21 de abril, hasta que los organizadores de las Naciones Unidas se dieron cuenta de que era el aniversario del golpe de Estado en Grecia de 1967, que desencadenó la cadena de eventos que condujeron a la invasión turca de la isla en 1974.

## Pregunta del referéndum
La pregunta formulada al electorado de las dos comunidades fue: 

¿Aprueba el Acuerdo de Fundación con todos sus Anexos, así como la constitución del Estado grecochipriota / turcochipriota y las disposiciones sobre las leyes vigentes, para crear un nuevo estado de cosas en el que Chipre se una a la Unión Europea?
Anexo IX, artículo 1.1

## Resultados
| Opción                             | Grecochipriotas | Grecochipriotas | Turcochipriotas | Turcochipriotas | Total de votantes | Total de votantes |
| Opción                             | Votos           | %               | Votos           | %               | Votos             | %                 |
| ---------------------------------- | --------------- | --------------- | --------------- | --------------- | ----------------- | ----------------- |
| A favor                            | 99,976          | 24.17           | 77,646          | 64.91           | 177,622           | 33.30             |
| En contra                          | 313,704         | 75.83           | 41,973          | 35.09           | 355,677           | 66.70             |
| Votos nulos/en blanco              | 14,907          | 3.48            | 5,344           | 4.28            | 20,251            | 3.66              |
| Total                              | 428,587         | 100             | 124,963         | 100             | 553,550           | 100               |
| Votantes registrados/participación | 480,564         | 89.18           | 143,636         | 87.00           | 624,200           | 88.68             |
| Fuente: GreekNews, Election Guide  |                 |                 |                 |                 |                   |                   |

## Consecuencias
Dado que la comunidad grecochipriota no aprobó el Plan, y la implementación del Plan dependía de su aprobación por ambas comunidades, el Plan Annan, según sus propios términos, quedó nulo y sin efecto. 

Si el Acuerdo de Fundación no se aprueba en los referéndums simultáneos por separado, o cualquier garante no firma el Tratado sobre asuntos relacionados con el nuevo estado de cosas en Chipre antes del 29 de abril de 2004, será nulo y sin efecto legal.
Anexo IX, artículo 1.2